# David Goldar
David Goldar Gómez (Portas, 15 settembre 1994) è un calciatore spagnolo, difensore del Pafos.

## Carriera
Cresciuto nel settore giovanile del Celta Vigo, debutta in prima squadra il 3 maggio 2014, in occasione dell'incontro di Primera División vinto per 0-2 contro l'Osasuna. Durante la sua militanza nel club galiziano, totalizza 74 presenze e cinque, oltre a due presenze in campionato con la prima squadra. Negli anni seguenti gioca nella terza divisione spagnola, vestendo le maglie di Ponferradina, Pontevedra, Cornellà, Gimnàstic ed Ibiza, ottenendo con quest'ultima squadra anche una promozione in seconda divisione.

## Statistiche

### Presenze e reti nei club
Statistiche aggiornate al 19 dicembre 2022.
| Stagione            | Squadra             | Campionato          | Campionato | Campionato | Coppe nazionali | Coppe nazionali | Coppe nazionali | Coppe continentali | Coppe continentali | Coppe continentali | Altre coppe | Altre coppe | Altre coppe | Totale | Totale |
| Stagione            | Squadra             | Comp                | Pres       | Reti       | Comp            | Pres            | Reti            | Comp               | Pres               | Reti               | Comp        | Pres        | Reti        | Pres   | Reti   |
| ------------------- | ------------------- | ------------------- | ---------- | ---------- | --------------- | --------------- | --------------- | ------------------ | ------------------ | ------------------ | ----------- | ----------- | ----------- | ------ | ------ |
| 2013-2014           | Celta Vigo B        | SDB                 | 26         | 1          |                 | -               | -               |                    | -                  | -                  |             | -           | -           | 26     | 1      |
| 2014-2015           | Celta Vigo B        | SDB                 | 23         | 2          |                 | -               | -               |                    | -                  | -                  |             | -           | -           | 23     | 2      |
| 2015-2016           | Celta Vigo B        | SDB                 | 25         | 2          |                 | -               | -               |                    | -                  | -                  |             | -           | -           | 25     | 2      |
| Totale Celta Vigo B | Totale Celta Vigo B | Totale Celta Vigo B | 74         | 5          |                 | -               | -               |                    | -                  | -                  |             | -           | -           | 74     | 5      |
| 2013-2014           | Celta Vigo          | PD                  | 1          | 0          | CR              | -               | -               |                    | -                  | -                  |             | -           | -           | 1      | 0      |
| 2015-2016           | Celta Vigo          | PD                  | 1          | 0          | CR              | -               | -               |                    | -                  | -                  |             | -           | -           | 1      | 0      |
| Totale Celta Vigo   | Totale Celta Vigo   | Totale Celta Vigo   | 2          | 0          |                 | -               | -               |                    | -                  | -                  |             | -           | -           | 2      | 0      |
| 2016-2017           | Ponferradina        | SDB                 | 11         | 0          | CR              | 0               | 0               |                    | -                  | -                  |             | -           | -           | 11     | 0      |
| 2017-2018           | Pontevedra          | SDB                 | 32         | 1          | CR              | 1               | 0               |                    | -                  | -                  |             | -           | -           | 33     | 1      |
| 2018-2019           | Cornellà            | SDB                 | 34+2       | 4+0        | CR              | 1               | 0               |                    | -                  | -                  |             | -           | -           | 37     | 4      |
| 2019-2020           | Gimnàstic           | SDB                 | 23         | 2          | CR              | 2               | 0               |                    | -                  | -                  |             | -           | -           | 25     | 2      |
| 2020-2021           | Ibiza               | SDB                 | 17+8       | 4+0        | CR              | 3               | 0               |                    | -                  | -                  |             | -           | -           | 28     | 4      |
| 2021-2022           | Ibiza               | SD                  | 36         | 7          | CR              | 2               | 0               |                    | -                  | -                  |             | -           | -           | 38     | 7      |
| 2022-2023           | Ibiza               | SD                  | 12         | 0          | CR              | 1               | 0               |                    | -                  | -                  |             | -           | -           | 13     | 0      |
| Totale Ibiza        | Totale Ibiza        | Totale Ibiza        | 65+8       | 11+0       |                 | 6               | 0               |                    | -                  | -                  |             | -           | -           | 79     | 11     |
| Totale carriera     | Totale carriera     | Totale carriera     | 251        | 23         |                 | 10              | 0               |                    | -                  | -                  |             | -           | -           | 261    | 23     |

## Palmarès

### Club

#### Competizioni nazionali
- Coppa di Cipro: 1

Pafos: 2023-2024
- Campionato cipriota: 1

Pafos: 2024-2025